# Operación Líbero
Operación Líbero es un movimiento político transpartidista suizo creado en Berna el 13 de octubre de 2014 como una reacción al resultado del referéndum de la iniciativa popular «Contra la inmigración masiva» el 9 de febrero de 2014. Es un movimiento que defiende una Suiza multicultural, cosmopolita, moderna y progresista, lo que lo sitúa en oposición a la visión nacionalconservadora y aislacionista que encarnan la Unión Democrática del Centro (UDC) y la Acción para una Suiza independiente y neutral (ASIN).
El movimiento, formado principalmente por jóvenes universitarios e intelectuales de menos de 30 años, es próximo al think tank Foro de Política Extranjera (foraus).[cita requerida]

## Estructura
Operación Líbero está estructurada como una asociación nacional con secciones regionales en Basilea, Berna, Ginebra y Zúrich. La sede central se encuentra en el distrito multicultural zuriqués de Langstrasse.

## Posturas
El movimiento se puede calificar de socioliberal desde el punto de vista económico y liberal desde el punto de vista social.
Operación Líbero tiene las siguientes posturas y reivindicaciones:
- favorecer las relaciones Suiza-Unión Europea;
- limitar las subvenciones y ayudas a las personas más desfavorecidas (retirando, por ejemplo, las subvenciones a las infraestructuras como el transporte);
- apoyar el matrimonio para parejas del mismo sexo y la adopción para parejas del mismo sexo y personas solteras;
- la imposición individual más que de modos de vida, lo que eliminaría las declaraciones conjuntas para las parejas;
- un mercado de trabajo abierto, el mantenimiento de la libre circulación europea y una liberalización de las políticas de inmigración;
- una ley sobre la nacionalidad suiza adaptada al país de origen;
- establecer una política de mobility pricing para la gestión del transporte.

## Actividad
El movimiento está activo en las redes sociales y los campus universitarios, así como en la prensa y los medios audiovisuales, a través de la publicación de tribunas y la presencia en programas de entrevistas. No participa en elecciones políticas, pero se moviliza de cara a los referéndums que se celebran habitualmente en Suiza.
Se financia a través de las cuotas de los socios y de campañas de micromecenazgo dirigidas.

### Éxitos políticos
Los éxitos políticos más visibles del movimiento son las campañas de votación contra las iniciativas populares «Por la pareja y la familia, no a la penalización del matrimonio» y «Por la repatriación efectiva de los delincuentes extranjeros», presentadas respectivamente por el PDC y la UDC y sometidas a referéndum el 28 de febrero de 2016. Los medios también le atribuyen la movilización a favor de la naturalización facilitada para la tercera generación, sometida a referéndum el 12 de febrero de 2017 y aprobada con un 60,4% de los votos, o en contra de la iniciativa «Sí a la supresión de los cánones de radio y televisión» (conocida como No Billag). Además, Operación Líbero ha sido citada entre los movimientos que participaron en el éxito popular contra la «iniciativa por la autodeterminación» de la UDC, rechazada con un 66,25% de los votos el 25 de noviembre de 2018.
El 7 de abril de 2019, un artículo de The Guardian presentó la organización como principal fuerza de oposición a las políticas promovidas por la UDC.